# Lentigo lentiginosus
Lentigo lentiginosus (nomeada em inglês silver conch ou freckled stromb) é uma espécie de molusco gastrópode marinho pertencente à família Strombidae da ordem Littorinimorpha. Foi classificada por Carolus Linnaeus, com o nome de Strombus lentiginosus, em 1758, na sua obra Systema Naturae. É nativa do Indo-Pacífico.

## Descrição da concha
Concha de coloração creme a branca, com manchas cinzentas a marrons, sólida e extremamente nodulosa, principalmente em sua última volta; com a sua espiral pouco alta e visivelmente estriada e com a sua última volta formando uma aba pouco destacada, dotada de lábio externo engrossado e atravessado por faixas marrons, com o seu interior de um creme rosado ou alaranjado. Chega de 7.5 a até 10.5 centímetros em suas maiores dimensões.

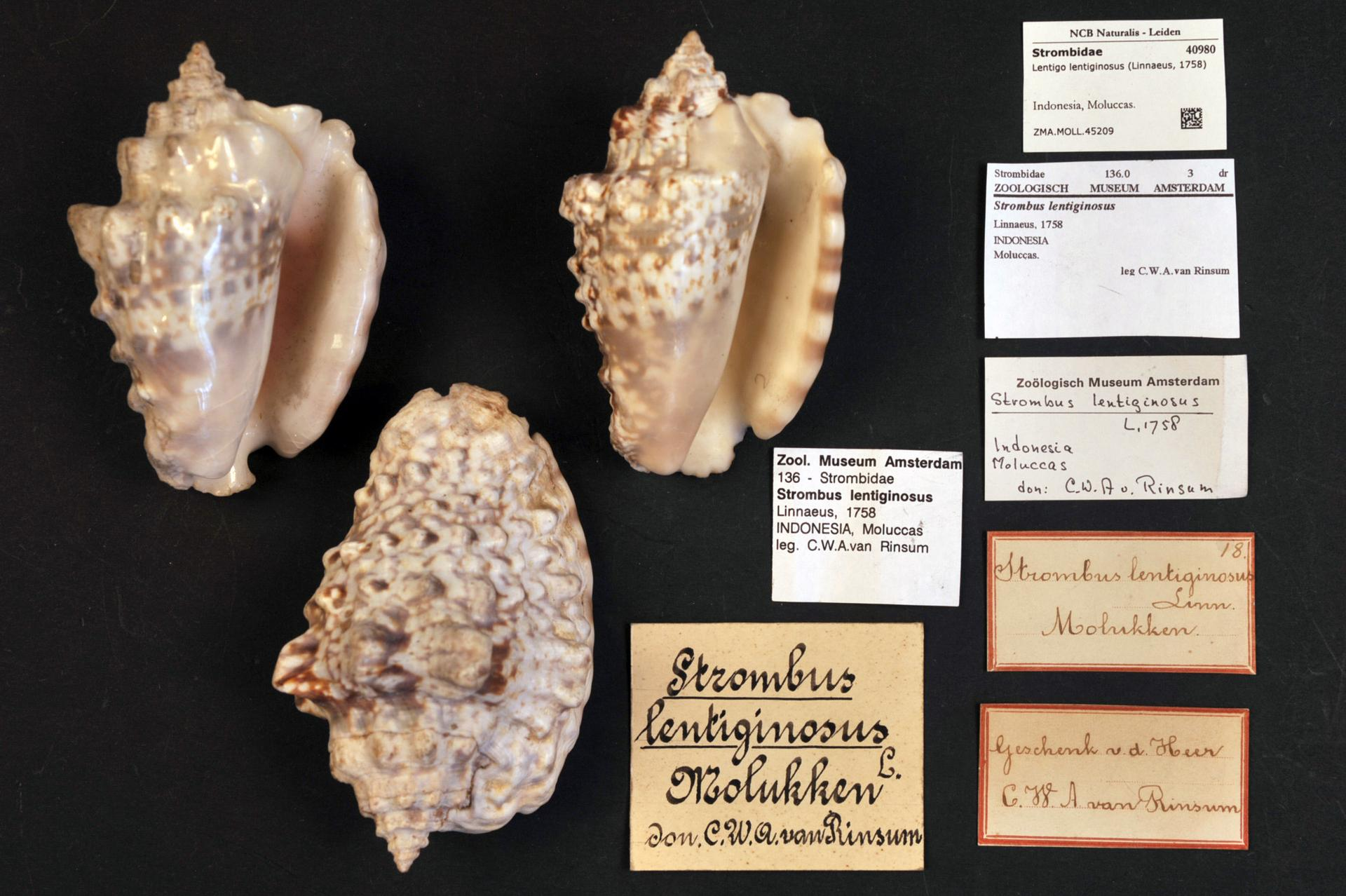
Três conchas de L. lentiginosus (Linnaeus, 1758) provenientes das ilhas Molucas, em um museu.

## Distribuição geográfica e habitat
Lentigo lentiginosus ocorre no Indo-Pacífico tropical e Pacífico ocidental, habitando areias provenientes de restos dos recifes de coral, em águas rasas até os 12 metros de profundidade, principalmente nas costas do leste da África, incluindo Madagáscar (ausente no Mar Vermelho e Golfo Pérsico), até o arquipélago da Sociedade, na Polinésia Francesa; passando pelas Filipinas e não sendo comum na Ásia, exceto pelo sul da Índia, península Malaia e Japão. Também é encontrado em Guam, no norte e nordeste da Austrália, na Grande Barreira de Coral, na Nova Guiné e Nova Caledónia.

## Utilização deLentigo lentiginosuspelo Homem
O animal desta espécie é utilizado para alimentação, não sendo espécie rara nos mercados locais da região central das Filipinas.